# Pseudolasius cibdelus
Pseudolasius cibdelus é uma espécie de formiga do gênero Pseudolasius, pertencente à subfamília Formicinae.